# Rouwen Hennings
Rouwen Hennings (* 28. August 1987 in Bad Oldesloe) ist ein ehemaliger deutscher Fußballspieler, der als Stürmer eingesetzt wurde.

## Sportliche Laufbahn

### Vereinskarriere
In seiner Jugend spielte Hennings beim VfL Oldesloe. Von seinem Heimatverein wechselte er 1998 zum SSC Hagen Ahrensburg und schließlich im Jahre 2001 zum Hamburger SV. Bei den Rothosen spielte er von 2005 bis 2007 mit der 2. Mannschaft in der Regionalliga Nord.
In der Saison 2007/08 wurde er an den VfL Osnabrück ausgeliehen, für den er am ersten Spieltag sein erstes Zweitligaspiel gegen den SC Freiburg absolvierte. In der Saison 2008/09 wurde Hennings an den Stadtrivalen FC St. Pauli ausgeliehen. Zur Saison 2009/10 übernahm ihn der FC St. Pauli mit einem Zweijahresvertrag bis 2011. Nach dem Aufstieg in die Erste Liga zur Saison 2010/11 kam er am 21. August 2010 (1. Spieltag) beim 3:1-Sieg im Auswärtsspiel gegen den SC Freiburg auch zu seinem Bundesligadebüt und erzielte bei der 1:3-Niederlage gegen Borussia Dortmund am 25. September 2010 (6. Spieltag) seinen ersten Bundesligatreffer.
Im Januar 2012 wurde er erneut an den VfL Osnabrück in die 3. Liga ausgeliehen. Zur Saison 2012/13 wechselte er zum Karlsruher SC, bei dem er einen Zweijahresvertrag unterzeichnete, den er im Januar 2015 um zwei weitere Jahre bis Ende Juni 2017 verlängerte. Mit dem KSC kehrte er als Drittligameister in die 2. Bundesliga zurück. In der Saison 2014/15 wurde er mit 17 Saisontreffern Zweitligatorschützenkönig.
Mitte August 2015 wechselte er in die zweithöchste englische Spielklasse zum FC Burnley.
Im August 2016 wechselte Hennings für zunächst ein Jahr auf Leihbasis zu Fortuna Düsseldorf. Nachdem der Vertrag bei Burnley aufgelöst worden war, unterschrieb er am 7. Juli 2017 einen Vertrag bis 2020 bei der Fortuna. Am Ende der Saison stieg er mit Düsseldorf in die Erste Bundesliga auf. Dort erzielte er am 26. September 2018 (5. Spieltag) bei der 1:2-Heimniederlage gegen Bayer 04 Leverkusen per Elfmeter fast exakt acht Jahre nach seinem ersten Bundesligatreffer sein zweites Tor in der ersten Bundesliga. Am Ende der Saison feierte er mit Düsseldorf als Tabellen-Zehnter den Klassenerhalt, wozu Hennings mit sieben Toren in 29 Spielen beitragen konnte. In der folgenden Spielzeit erzielte er per Hacke in der ersten Runde des DFB-Pokals den Endstand zum 3:1-Auswärtssieg n. V. gegen den FC 08 Villingen. Dieses Tor wurde später zum Tor des Monats August 2019 gewählt.
Ende Oktober 2019 verlängerte Hennings seinen Vertrag in Düsseldorf vorzeitig. 2023 wechselte er zum SV Sandhausen. Im Sommer 2024 verließ er den Verein.

### Auswahleinsätze
Für die deutsche Juniorennationalelf kam das HSV-Sturmtalent 2004/05 in drei U-18-Länderspielen zum Einsatz. In der Spielzeit 2005/06 lief Hennings dann für die DFB-U-19 auf. In fünf Länderspielen gelangen ihm zwei Treffer. Die deutschen Talente scheiterten in der Eliterunde der Qualifikation für die Junioren-EM 2006 an der spanischen U-19, die später die Endrunde in Polen für sich entscheiden konnte.
Im Februar 2007 debütierte er gegen den italienischen Nachwuchs für die deutsche U-21-Nationalmannschaft. Drei seiner ersten vier Partien in der U-21 wurden parallel auch als Spiele der deutschen U-20-Nationalelf innerhalb eines jährlich ausgetragenen Viernationenturniers mit der Schweiz, Italien und Österreich gewertet.
Hennings half bei der erfolgreichen Qualifikation für die U-21-EM 2009 durch acht Treffer in acht Einsätzen maßgeblich mit, fehlte aber im siegreichen DFB-Kader von Horst Hrubesch bei der Endrunde in Schweden. Mit 13 Treffern in 21 Länderspielen zählt er noch immer zur Top 10 der erfolgreichsten Torjäger der DFB-U-21.

### Erfolge
- Zweitligameister und Aufstieg in die Bundesliga: 2018
- Drittligameister und Aufstieg in die 2. Bundesliga: 2013
- Torschützenkönig der 2. Bundesliga: 2015
- Tor des Monats: August 2019